# こころの遺伝子 〜あなたがいたから〜
『こころの遺伝子～あなたがいたから～』（ -いでんし- ）は、2010年3月29日から7月26日までNHK総合テレビジョンで放送されたインタビュー番組である。

## 概要
人間には誰にでも一人は、自分の人生の指針を決めた「運命の人」の存在がある。この番組では毎回各界著名人が、その道の第一線で活躍するまでの過程で出会ったその「運命の人」について、スタジオでのインタビューと取材、再現VTRなどを交えて紹介し、視聴者に生きる勇気を与える場を与える。

## 放送日時
- 初回：毎週月曜 22時から22時45分（総合テレビ）
- 再放送：
  - 毎週火曜日 24時15分から25時（総合テレビ・ミッドナイトチャンネル。正確には水曜0:15 - 1:00[1]）
  - 次週月曜日 11時から11時50分（衛星第2テレビ）

## 出演者
インタビュアー
- 西田敏行(にしだ・としゆき)
- 黒崎めぐみ(くろさき・めぐみ)（アナウンサー）

ナレーション
- 大山裕子(おおやま・ゆうこ)

ゲスト
1. 2010年3月29日：三國連太郎(みくに・れんたろう)（俳優）
2. 2010年4月5日：久本雅美(ひさもと・まさみ)（タレント・WAHAHA本舗メンバー）
3. 2010年4月12日：アンジェラ・アキ（シンガーソングライター）
4. 2010年4月19日：益川敏英(ますかわ・としひで)（京都大学名誉教授）
5. 2010年4月26日：西原理恵子(にしはら・りえこ)（漫画家）
6. 2010年5月3日：一青窈(ひとと・よう)（歌手）
7. 2010年5月10日：三宅裕司(みやけ・ゆうじ)（タレント・劇団スーパー・エキセントリック・シアター主宰）
8. 2010年5月17日：白石康次郎(しらいし・こうじろう)（冒険家）
9. 2010年5月24日：鎌田實(かまた・みのる)（諏訪中央病院名誉院長）
10. 2010年5月31日：IKKO（ファッション・コーディネーター）
11. 2010年6月7日：辻井伸行(つじい・のぶゆき)（ピアニスト）
12. 2010年6月21日：高橋みゆき(たかはし・みゆき)（元バレーボール日本代表）
13. 2010年7月5日：野村克也(のむら・かつや)（元東北楽天ゴールデンイーグルス監督）
14. 2010年7月19日：辻口博啓(つじぐち・ひろのぶ)

（パティシエ）
1. 2010年7月26日：小菅正夫(こすげ・まさお)（元旭山動物園園長）

## テーマソング
アンジェラ・アキ「輝く人」